# 데노미나치오네 디 오리지네 콘트롤라타
데노미나치오네 디 오리지네 콘트롤라타(이탈리아어: Denominazione di origine controllata, 원산지 통제 보증 명칭)는 이탈리아 포도주의 등급 체계로서 일종의 원산지 등급 표시제이다. 유럽 등지의 포도주 주요 생산국은 독자적으로 자국의 포도주를 관리하는 체계를 갖고 있는데, 이는 이탈리아의 고유 체계라 볼 수 있다. 포도주뿐 아니라 여러 종류의 치즈 또한 관련 기준인 데노미나치오네 디 오리지네 프로테타(Denominazione di Origine Protetta)를 마련해두고 있다. 프랑스의 기준인 아펠라시옹 도리진 콩트롤레(AOC)를 본따 지은 것이다. 1963년 시작돼 1992년 정비했으며 유럽 연합의 지역 원산 보호 규정에 따라 등재됐다.
세 기준으로 분류된다:
- DO — Denominazione di Origine (원산지 명칭, 거의 사용되지 않음)
- DOC — Denominazione di Origine Controllata (원산지 통제 명칭)
- DOCG — Denominazione di Origine Controllata e Garantita (원산지 통제 보증 명칭, controlled designation of origin guaranteed, 최고등급)

세 등급 모두 각 등급에 충족할만한 기준을 갖춰야 하며 그 공정 또한 등급 기준에 맞출 수 있도록 지리적인 정의 기준에도 맞아야 등급을 획득하고 후에 갱신할 수 있다.
DOCG 등급에 대한 필요성은 이탈리아 식료품 업계에서 불거져 나온 것으로 많은 국내 업자들의 입장에서는 기존의 DOC 입장이 그저 문자 그대로 부여되는 기준에 불과했다. 새롭고 더욱 엄격한 국가적인 관리와 규정을 통해 소비자들도 인지할 수 있고 질적으로도 다른 등급 기준의 필요성이 제기된 것이다.
가장 중요한 변화는 DOCG 등급을 획득한 포도주의 경우 정부에서 고용한 실력을 인정 받은 감별사가 직접 맛을 평가하고 감별해 등급을 부여하는 데 있다. 후의 조작을 방지 하기 위해 최고등급인 DOCG 급 포도주 병들은 고유의 번호를 명기한 정부의 인장을 코르크 마개나 병 위에 표기하게 돼 있다.
이탈리아에서 입법화된 내용에 따르면 추가적으로 다음과 같은 표기에 대해서도 제한 규정을 둔다.
- 클라시코(classico): 영어로 클래식, 즉 고전적인 방식이란 말 그대로 특정 포도주의 종류가 특정 지역에서 전통적인 방법을 따라 제조되었는가를 묻는 것이다. 일례로 키안티 클라시코 포도주는 1932년 7월 10일부터 전통적인 방법으로 주조된 지역을 명시해 공표했다.
- 리세르바(riserva): 리세르바 포도주는 특정 포도주보다 최소 2년 이상 더 숙성된 포도주를 일컫는 것으로서 간단히 말하면 특정 양조장에서 가장 좋은 질을 자랑하는 포도주를 말한다.

DOC나 DOCG 등급이 붙은 병은 5리터나 그 이하의 용량으로 판매하게 돼 있다.
볼차노 지역의 경우 독일어가 공식 언어이기 때문에 등급인 DOCG는 Kontrollierte Ursprungsbezeichnung 혹은 Kontrollierte und garantierte Ursprungsbezeichnung로 표시된다.

## 같이 보기
- 데노미나상 드 오리젱 콘트롤라다